# 湘北短期大学
湘北短期大学（しょうほくたんきだいがく、英語: Shohoku College）は、神奈川県厚木市温水428に本部を置く日本の私立大学。1974年創立、1974年大学設置。大学の略称は湘北。4年制大学の湘南工科大学は関連がない。2022年3月現在で3学科を擁する複合短期大学である。

## 建学の精神（校訓・理念・学是）
1974年（昭和49年）の開学にあたり、ソニー株式会社ファウンダー、学校法人ソニー学園 理事（当時）の井深大が「私の期待する大学教育」として語った次の言葉を建学の精神とする。

### 教育および研究
総合ビジネス・情報学科、生活プロデュース学科、保育学科の3学科を持つ。
学科の他に、ICT教育センター、グローバルコミュニケーションセンター、インターンシップセンター、リベラルアーツセンターの4センターが設置する。

### 学風および特色
「社会で本当に役に立つ人材を育てる」ことを教育理念に、基礎能力と実践に役立つ専門知識を学ぶ「知識の教育」と人間力を高める「心の教育」に主眼を置く。

## 沿革
設置母体である学校法人ソニー学園は、1964年にソニー株式会社の寄付により創設された。ソニー厚木工場（現：厚木テクノロジーセンター）に勤務する若年女子社員へ優れた高校教育を提供することを目的に1965年に「ソニー厚木学園高等学校」を開校し、1975年に閉校した。
高等教育へ需要の高まりから、1974年に「湘北短期大学」を開学した。
- 1974年1月 開設認可（電子工学科I部・同学科II部、生活科学科I部、同学科II部）
- 1974年4月 開学（電子工学科I部・同学科II部、生活科学科I部、同学科II部）
- 1979年4月 幼児教育科開設
- 1979年8月 電子工学科・生活科学科のII部廃止
- 1986年4月 商経学科開設
- 1989年6月 電子工学科を電子情報学科に名称変更（1990年4月入学生より変更）
- 1992年4月 専攻科（生活科学専攻）開設
- 1995年4月 専攻科（保育専攻）開設。生活科学科を生活科学専攻と住居デザイン専攻の2専攻に分離
- 1997年12月 専攻科（生活科学専攻）を専攻科（住居専攻）に名称変更（1998年4月入学生より変更）
- 2002年4月 生活科学科の専攻別学生募集停止をやめ、学科募集に一本化
- 2002年11月 電子情報学科を情報メディア学科に、生活科学科を生活プロデュース学科に、商経学科を総合ビジネス学科に、幼児教育科を保育学科に変更
- 2003年3月 専攻科保育専攻を廃止
- 2013年3月 専攻科住居専攻を廃止
- 2015年4月 情報メディア学科、総合ビジネス学科を募集停止
- 2016年4月 総合ビジネス・情報学科を開設
- 2017年3月 情報メディア学科を廃止

## 基礎データ

### 所在地
神奈川県厚木市温水428 

### 学生数、教職員数
- 学生数956人
- 教職員数78名
- 非常勤講師数102名

### 交通アクセス
最寄り駅は小田急電鉄小田原線本厚木駅。
通学用に、最寄り駅の本厚木駅南口付近から大学までスクールバスを無料で運行し、湘北短期大学行きの路線バス（神奈川中央交通）も運行する。

### 学科
- 総合ビジネス・情報学科
- 生活プロデュース学科
  - ファッションコース
  - フードコース
  - インテリアデザインコース
  - 子どもサービスコース
  - 医療事務・情報コース
- 保育学科

#### 過去にあった専攻科
- 保育専攻
- 住居専攻

#### 取得資格について
正規授業や課外の特別対策講座等で、積極的に資格取得を支援する。「資格取得奨励制度」を設置し、在学中に指定した資格を取得した学生を報奨し、奨学金を授与する。
- 保育学科に在籍して卒業の要件を充足し、かつ教育職員免許法その他に定める科目及び単位を修得することによって得られるもの
  - 幼稚園教諭2種免許状
  - 保育士資格
  - 社会福祉主事任用資格（保育学科のほか、生活プロデュース学科でも取得できた。）

### 教育
文部科学省のGP（優れた取組み）に、これまで通算7度（単独申請6度、共同申請1度）のGP選定を受ける。
- 「特色ある大学教育支援プログラム」（特色GP）
  - 平成15年度選定：「短期大学における社会体験教育の多面的展開」
  - 平成16年度選定：「国際交流体験教育の多面的展開」
  - 平成18年度選定：「高大連携による地域教育ネットワークの形成」
- 「現代的教育ニーズ取組支援プログラム」（現代GP＝共同申請）
  - 平成16年度選定：「大学間連携による教養教育への総合的取組」
- 「新たな社会的ニーズに対応した学生支援プログラム」（学生支援GP）
  - 平成19年度選定：「学生の主体的活動を誘発する支援環境の構築」
- 「質の高い大学教育推進プログラム」（教育GP）
  - 平成20年度選定：「図書館を実践の場とする学科横断PBL教育」
- 「【テーマA】大学教育推進プログラム」（GP）
  - 平成21年度選定：「現代型社会人育成を俯瞰する入学前教育構築」

## 学生生活

### サークル・同好会
- 体育系：ダンス、テニス、サッカー、バスケットボール、バドミントン、バレーボール
- 文化系：イラスト、演劇、踊り遊び、絵本、軽音楽、ゲーム、茶道、写真、創作手話、吹奏楽

### 委員会
財務委員会、調査広報委員会、スポーツ大会実行委員会、庶務委員会、クリスマス委員会、福祉委員会、国際交流委員会、湘北祭実行委員会

### 学園祭
湘北祭は、毎年秋に2日間の日程で開催される学園祭であり、最終日には花火が打ち上げられる。各種模擬店や保育学科のパフォーマンス、各学科の学習成果の展示、創作手話コンサートなど催す。例年、子どもから大人まで多くの来場者が訪れる。

### スポーツ
19年度は関東短期大学バレーボール連盟主催の大会で、男子が秋季優勝、女子は春季・秋季とも優勝した実績がある。

## 大学関係者と組織

### 学長
- 初代：鳩山道夫（1974年度 - 1975年度）

## 施設

### キャンパス
- 1号館:理事長室、法人本部、健康相談室、事務室、講師控室、会議室、CALL演習室、デザイン演習室、調理室、情報メディア演習室、造形室、研究室など
- 2号館:ML教室、幼児体育室、ピアノ練習室など
- 3号館:学生ホール、三省堂書店、製図室など
- 4号館:映像教室、図書館、セミナー室、第1～第4OA教室、オフィスワーク演習室、和室など
- 5号館:キャンパスレストラン、体育館、シャワー室など
- 6号館：イベントホール、大教室、大会議室、インターネットカフェなど
- 7号館：MLレッスン室、ピアノ練習室、表現体育室など
- テニスコート

## 対外関係

### 相互点検・評価
- 松本大学松商短期大学部 - 2000年から相互点検・評価活動を実施し、各学校行事で学生や教職員らが相互交流する。

### 海外大学との姉妹校提携

#### オーストラリア
- 国立ニューカッスル大学
ニューカッスル大学 (NCU) とエクスチェンジプログラムが盛んで、毎年、NCUから湘北短大へは英語教員や短期留学生が訪問、湘北短大からNCUへは、短期研修や留学クラス学生を派遣している。NCUの短期留学生が来日時に独特の学生交流プログラムを実施する。
- 国立オーストラリアンカソリック大学

#### アメリカ
- コネチカット州立大学

#### カナダ
- ビクトリア州立大学

#### 台湾
- 嶺東技術学院
- 親民工商専科学校

### 関連施設
- 社会福祉法人湘北福祉会「あゆのこ保育園」
社会福祉法人湘北福祉会は、学校法人ソニー学園湘北短期大学を母体として、2004年に設立された。湘北短期大学保育学科では、「あゆのこ保育園」と連携したカリキュラム（保育ボランティア、子育て支援体験、出張公園、他）が取り入れられ教育の実践に活かされている。

## 社会との関わり
- インターンシップ
ソニーグループをはじめとする各企業でのインターンシップ（企業実習）が盛ん、毎年100名を超える学生が参加している。
- 高大連携プログラム
2002年4月にスタートした高等学校との教育交流協定「湘北カレッジ・パス・プログラム」は、高校生の進路選択の機会を広げること、大学高校間の交流により、双方の教育の活性化を図ることを目的に、地域の教育文化の核となることを目指している。2009年での連携校は27校を数える。
- 厚木市民大学教養講座
厚木市主催の厚木市民大学教養講座を毎年開講し、多くの市民が受講している。
- 厚木市内店舗・事業所のホームページ制作
情報メディア学科では、厚木商工会議所と連携して、厚木市内の店舗・事業所のウェブサイトの企画制作をする取り組みを行っている。
- 子ども向けワークショップ
厚木市子ども科学館を会場に、地域の子どもたちに科学のおもしろさを知ってもらうことを目的に、情報メディア学科と保育学科の学生たちが湘北で学んだ知識や技術を生かして、子ども向けワークショップを開催している。
- あつぎテクノフェスタ
厚木市主催の『あつぎテクノフェスタ』に本学の情報メディア学科の学生らが参加している。
- 湘北ジュニアサイエンスプログラム
青少年の理科離れ現象の改善にささやかながら寄与しようという意図に基づき、厚木市内の小学校や中学校で理科の体験教室を実施している。
- 図書館相互利用
厚木市立中央図書館と厚木市内の大学図書館との相互利用ができる。
- クリーンキャンペーン
本厚木駅からキャンパスまでを道のりを清掃しながら通学する、全学の取組みを年に4回ほど実施している。

## 卒業後の進路について

### 編入学・進学実績
- 情報メディア学科
秋田県立大学、大阪国際大学、香川大学、神奈川工科大学、金沢工業大学、関東学院大学、産業能率大学、湘南工科大学、駿河台大学、玉川大学、東海大学、東京家政学院大学、東京工芸大学、東京情報大学、東京電機大学、富山大学、豊橋技術科学大学、長岡技術科学大学、日本工業大学、弘前大学、福井工業大学、武蔵工業大学
- 総合ビジネス学科
桜美林大学、国士舘大学、産業能率大学、尚美学園大学、駿河台大学、高千穂大学、高松大学、玉川大学、中央大学、帝京大学、フェリス女学院大学、福島大学、法政大学、明海大学、流通経済大学、和光大学
- 生活プロデュース学科
帝京大学、東海大学、東京家政学院大学、東京経済大学、東京理科大学
- 保育学科
桜美林大学、駒沢女子大学、白梅学園大学、玉川大学、帝京大学、東海大学、日本社会事業大学、立教大学
- 専攻科
東京理科大学